# Монтовиль
Монтови́ль (фр. Montauville) — коммуна во французском департаменте Мёрт и Мозель, региона Лотарингия. Относится к кантону Дьелуар.

## География
Медьер расположен на северо-востоке Франции в 270 км к востоку от Парижа, в 27 км на юго-запад от Меца и в 26 км на север от Нанси. Соседние коммуны: Норруа-ле-Понт-а-Муссон на севере, Медьер и Понт-а-Муссон на востоке, Блено-ле-Понт-а-Муссон на юго-востоке, Жезенвиль на юге, Фе-ан-Э на западе.

## История
Здесь во время Первой мировой войны с сентября 1914 года по июль 1915 года проходила битва при Буа-ле-Претр между французскими и германскими войсками.

## Демография
Население коммуны на 2010 год составляло 1167 человек.
| 1962 | 1968 | 1975 | 1982 | 1990 | 1999 | 2010 |
| ---- | ---- | ---- | ---- | ---- | ---- | ---- |
| 700  | 793  | 846  | 951  | 1078 | 1093 | 1167 |